# Buitenkern

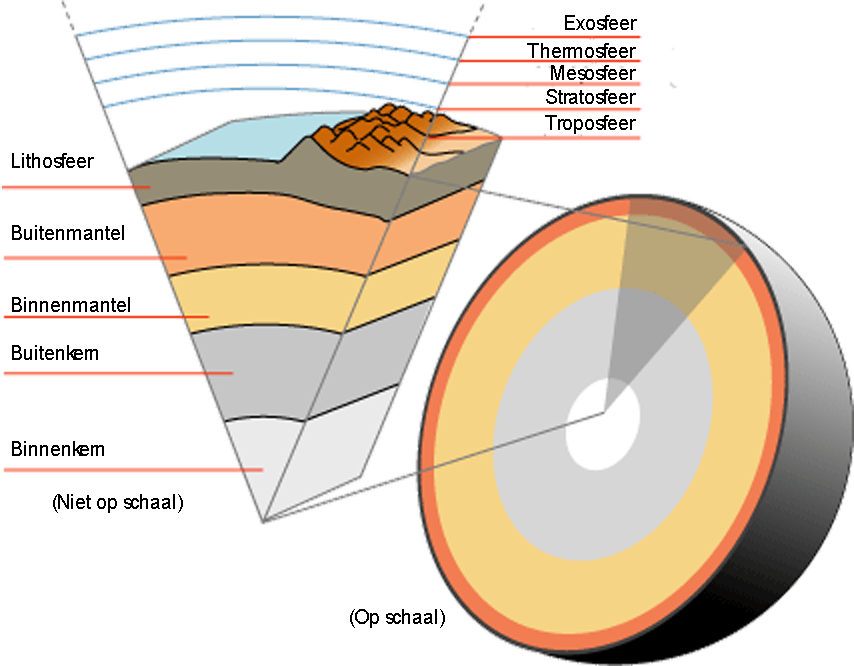
Schematische weergave van een indeling van de Aarde.

De buitenkern of bovenkern is een zone in het binnenste van de Aarde die zich bevindt tussen de 2900 en 5100 km diepte. De buitenkern bestaat waarschijnlijk voornamelijk uit vloeibaar nikkel en ijzer en heeft een temperatuur van ongeveer 2900 °C. Mogelijk bevinden zich ook sporen van zwavel en zuurstof in de buitenkern.
De aardkern wordt verdeeld in een vloeibare buitenkern en een vaste binnenkern. Boven de buitenkern ligt de aardmantel. Het onderste, ongeveer 200 tot 300 km dikke deel van de mantel, dat direct boven de buitenkern begint, wordt de D"-laag genoemd. De bovenkant van de buitenkern wordt gekenmerkt door een grote seismische discontinuïteit, de Wiechert-Gutenbergdiscontinuïteit. De discontinuïteit aan de ondergrens van de buitenkern wordt weleens Lehmanndiscontinuïteit genoemd.

## Ontdekking
In 1906 leidde de Engelse seismoloog Richard Dixon Oldham uit het voorkomen van schaduwzones van S-golven af dat de Aarde een vloeibare kern moest hebben. Dit werd in 1926 bewezen door de Engelse natuurkundige Harold Jeffreys. In 1936 ontdekte de Deense seismologe Inge Lehmann dat de kern in een vloeibare buitenkern en een vaste binnenkern verdeeld is.

## Convectiestromingen
Door de rotatie van de Aarde en de lichte geleidbaarheid van het stromende gesmolten ijzer in de buitenkern wordt het aardmagnetisch veld opgewekt. Stroming in de buitenkern ontstaat niet alleen door thermische en chemische convectie (zoals in de aardmantel) maar ook door het corioliseffect van de draaiing van de Aarde. Thermische convectie vindt plaats door het temperatuurverschil tussen de binnenmantel en de buitenkern. Door het kristalliseren van (zwaar) ijzer op de grens met de binnenkern vindt chemische convectie plaats, omdat het lichter geworden residu omhoog beweegt. Hieruit ontstaan schroefvormige opwaartse stromingen die parallel aan de aardas lopen, waarbij een stabiel magneetveld wordt opgewekt. Simulaties laten zien dat om het aardmagnetisch veld op te wekken tussen de 200.000 en 500.000 megawatt vermogen nodig is.
Het door de stromingen in de beweeglijke buitenkern opgewekte magneetveld wekt in de vaste binnenkern een elektrische stroom op. Door de wisselwerking tussen deze stroming en het magneetveld roteert de binnenkern met ongeveer 0,009 seconde per jaar sneller dan de mantel en de korst.

### Veranderingen in het aardmagnetisch veld
Het aardmagnetisch veld is zowel in ruimte als tijd aan verandering onderhevig. Door paleomagnetische studies weet men dat in de loop van de geologische tijdschaal diverse omkeringen van het magneetveld hebben plaatsgevonden. De laatste omkering vond volgens de laatste inzichten rond 780.000 jaar geleden plaats.
Metingen van de CHAMP-satelliet lieten zien dat in 2001 de stroomsnelheden aan de buitenkant van de buitenkern zo’n 20 km per jaar bedragen. Overal bleek de stroming westwaarts gericht, behalve onder de noordelijke Grote Oceaan, waar een stroming in tegenovergestelde richting plaatsvond.
Recent onderzoek laat zien dat op het grensvlak tussen de vaste gesteenten van de D"-laag en de vloeibare buitenkern wilde stromingen bestaan tussen ijzersmelt en silicaten. Deze kunnen het aardmagneetveld beïnvloeden en kunnen mogelijk verantwoordelijk zijn voor de bewegingen van het magneetveld.